# Opisthoteuthis philipii
Opisthoteuthis philipii är en bläckfiskart som beskrevs av Oommen 1976. Opisthoteuthis philipii ingår i släktet Opisthoteuthis och familjen Opisthoteuthidae. Inga underarter finns listade i Catalogue of Life.